# 西ドイツ国鉄420形電車

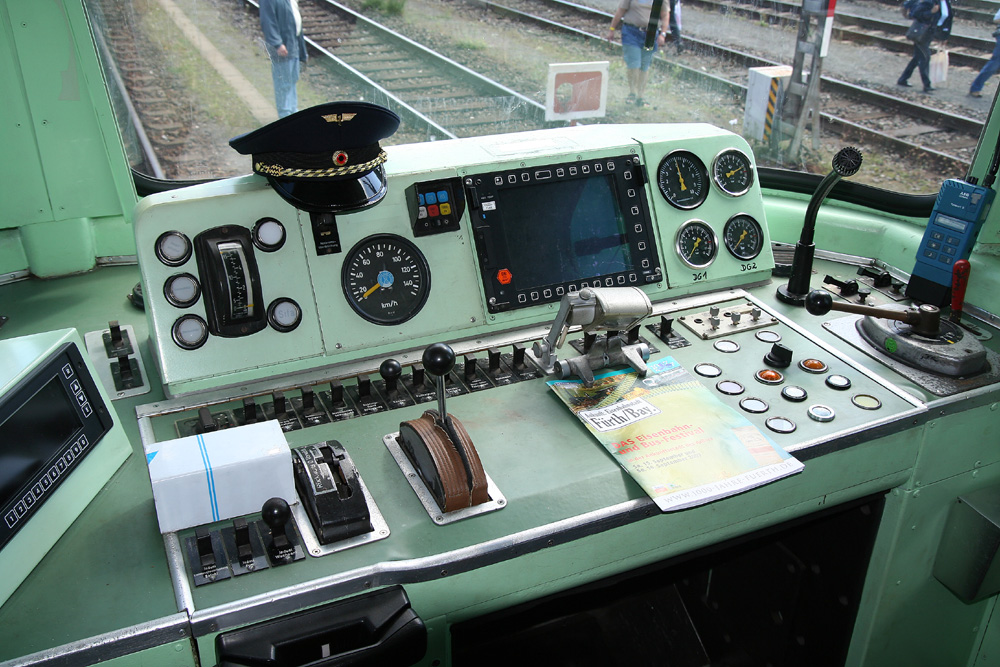
運転席

西ドイツ国鉄420形電車(DB Baureihe 420)は旧西ドイツ国鉄（DB）のSバーン向け電車である。1969年から1997年にかけて合計480編成が製造され、初導入のミュンヘンSバーンをはじめ、シュトゥットガルトSバーン、ライン＝マインSバーン（フランクフルト・アム・マインなど）、ライン＝ルールSバーン（デュッセルドルフ、ケルンなど）に導入された。
1972年ミュンヘンオリンピックの開催に合わせて開業したミュンヘンSバーン向けに開発された経緯から、「オリンピック電車」（Olympiatriebwagen）とも呼ばれる。

## 概要
交流15,000V,16.7Hz・架線集電式の交流型電車で全電動車の3両固定編成である。制御方式はサイリスタ位相制御で最高速度は120km/h。出力200kWの直流整流子電動機を1両に4機搭載する。駆動方式は吊り掛け駆動方式、台車はミンデン式である。
車体は、先頭車は鋼製、中間車はアルミ製である。先頭車も車体番号420 131からアルミ製となった。全長は中間車が20,800mm(連結器中心間)、先頭車は運転台の分長い23,300mm(同)で、全幅は2,900mm(最大3,020)である。側面には客用の両開き式の扉が4つあり、扉間に2段式の窓が2枚ある。妻面には窓がなく貫通路も存在しない。前面は曲面ガラスを用いた2枚窓で、3つの前照灯と、窓上に方向幕も持つ。
車内は先頭車の車端部を除き、全席ボックスシートで扉間に片側2組が配置される。
車体の塗装は明るい灰色に窓周りをオレンジ、青などに塗り分けたものであったが、1990年代後半にドイツ鉄道のコーポレートカラーである「交通赤色」(Verkehrsrot)に一部白を配したものに塗り替えられた。
なお、シュトゥットガルトに配備されている末期に製造された編成は「ET 420 Plus project」に基いて、2006年頃より車両の更新工事が行われた。冷房設備の追加、行先表示のLED化などの旅客案内装置の改良、座席の取替えなど423形電車に準じた設備改良が施されている。

## 運用

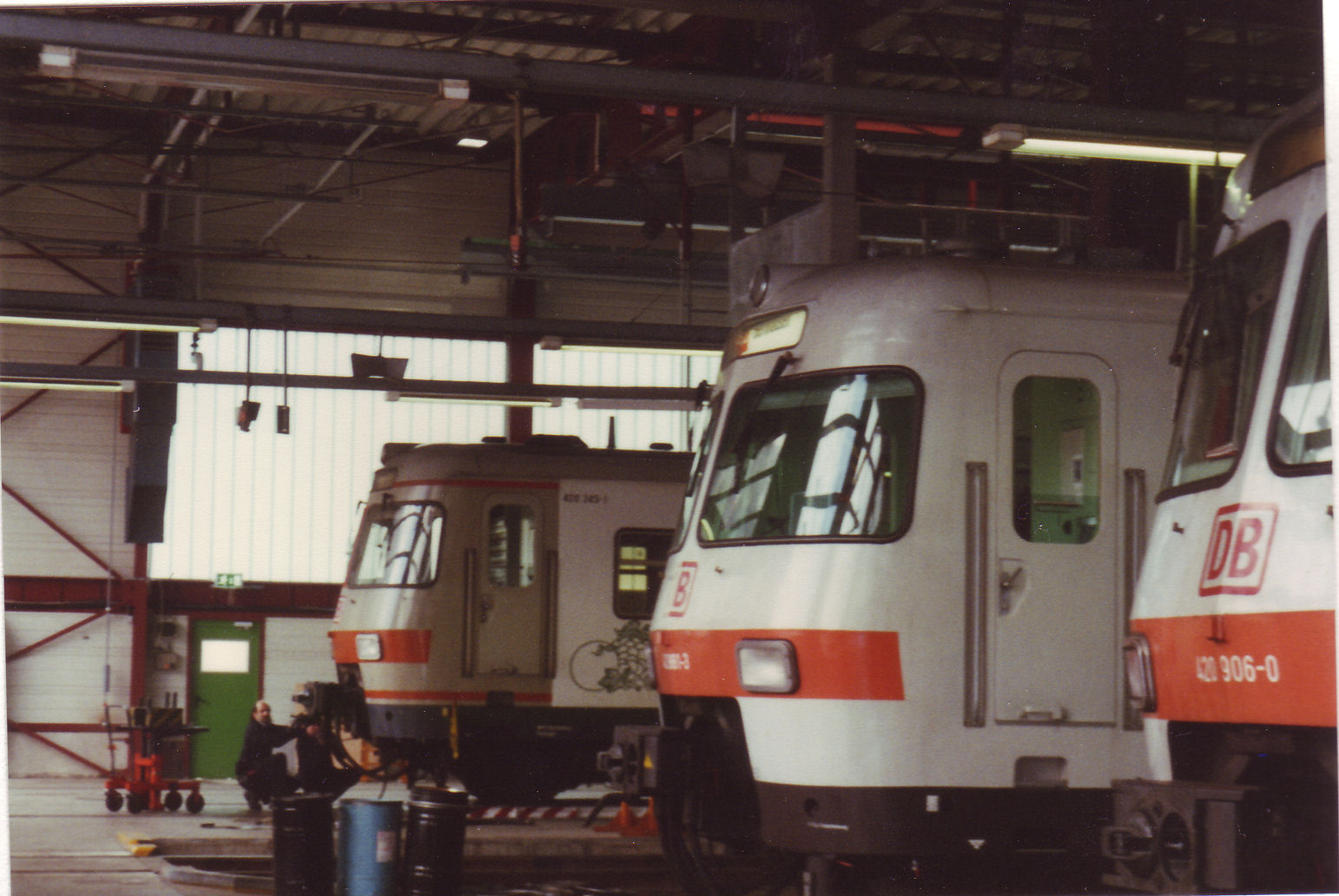
プロヒンゲン工場で待機する新旧世代の420形（1997年）

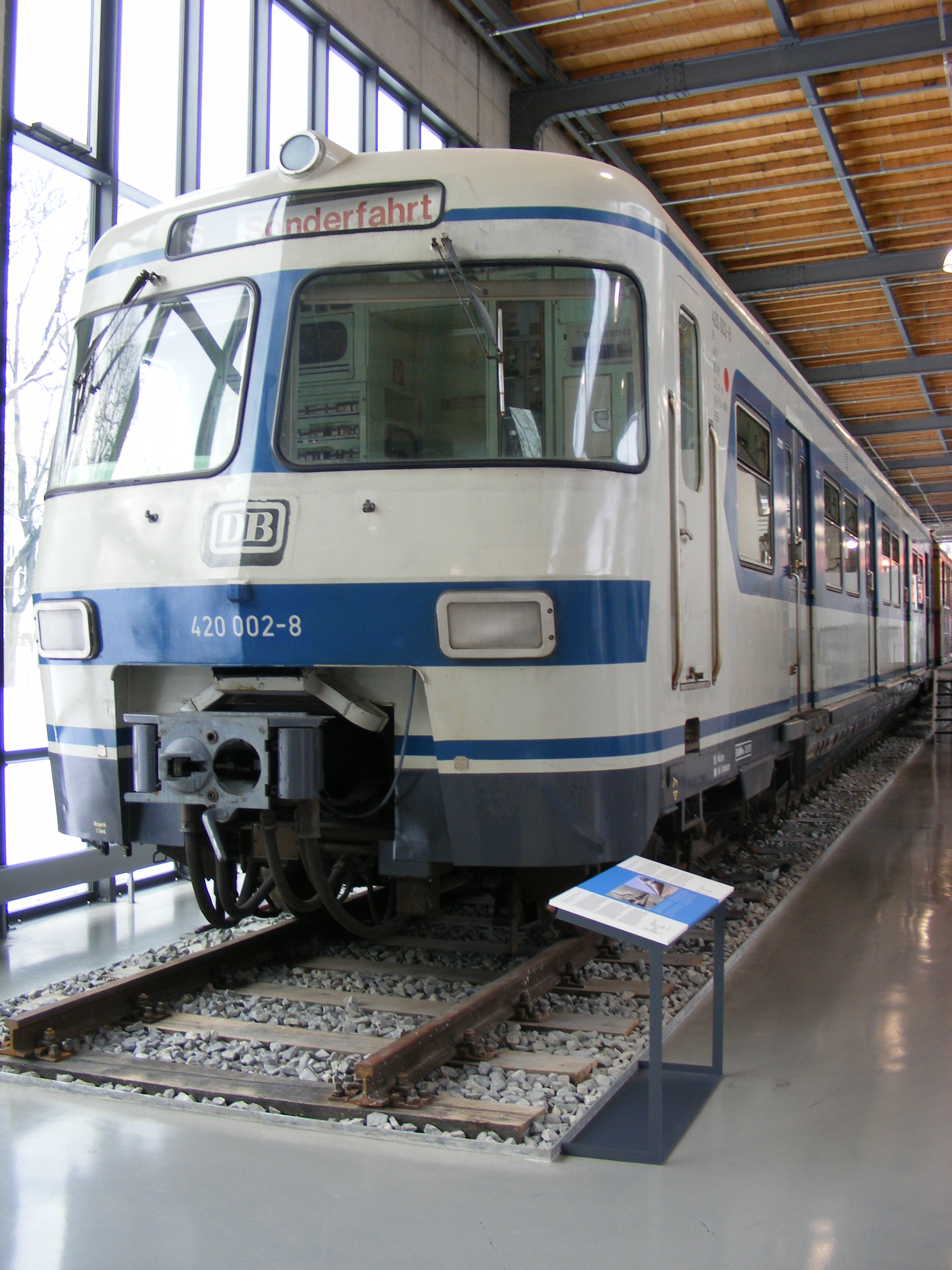
ドイツ博物館交通センターで展示されている420形002編成車両

本車は使い勝手の良いSバーン用高性能電車として、上述のように旧西ドイツ各地に投入された。1編成単独3両の短編成（Kurzzug）、2編成併結6両の中編成（Vollzug）、3編成併結9両の長編成（Langzug）のいずれかで運行された。しかしトイレ設備を持たないため、長距離路線があるライン・ルール地区では再び客車列車方式に戻されている。
1998年に新型の423形電車が登場し、420形は初期に製造された編成から廃車が進められている。ミュンヘンSバーンでは2004年頃までに置き換えが完了し、ライン・マインのS8・9系統やシュットゥットガルトでも430形の導入で2016年までに撤退している。一方で車両不足を補うため420形が再導入された地域もあり、他都市からの転属によりライン＝ルール地方では2004年に、ミュンヘンでは2014年よる420形の運用が再開されている。
廃車になった車両のうち、トップナンバーの421 001編成は、現在ニュルンベルクのDBミュージアムで展示されている。また、一部は2002年にスウェーデンのストックホルムの都市圏鉄道用に売却され、X420形電車として使用されたが短命に終わり、2005年に早くも全車廃車となった。
| 号車           | 1                     | 2                     | 3                      |          |
| 形式・車両番号 | 94 80 0420 xxx-y D-DB | 94 80 0421 xxx-y D-DB | 94 80 0420 x'xx-y D-DB |          |
| 車両種類       | 制御電動車            | 電動車                | 制御電動車             |          |
| 備考           | * x'=x+5              | * x'=x+5              | * x'=x+5               | * x'=x+5 |